# Friedrich Wagner (Richter)
Friedrich Philipp Gustav Rudolph August Wagner (* 9. November 1895 in Schwerin; † 26. März 1977 in Hamburg) war ein deutscher Reichsgerichtsrat.

## Leben

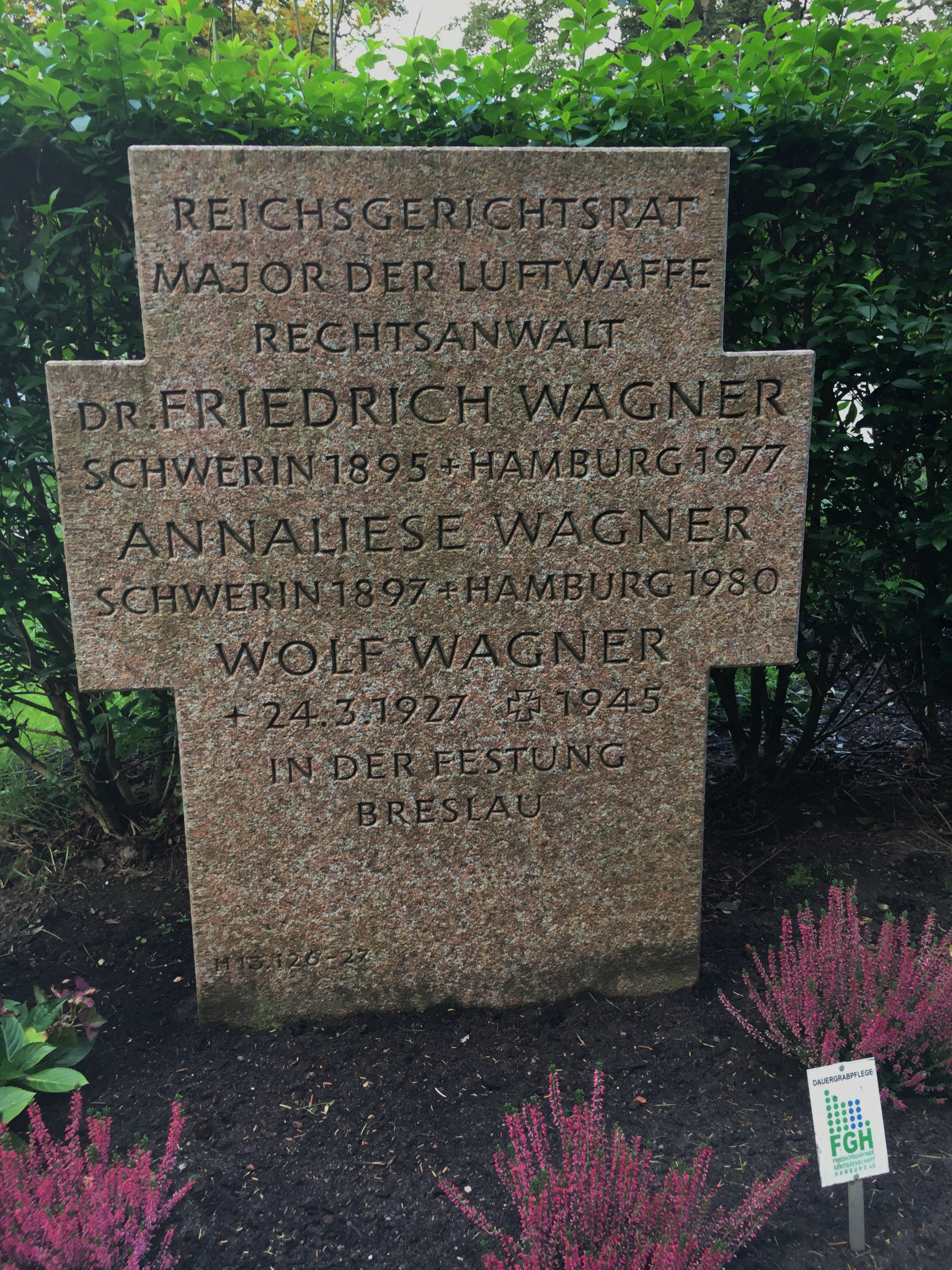
Grabstätte Friedrich Wagner auf dem Friedhof Ohlsdorf

Wagner war der Sohn des Schweriner Gymnasialprofessors Richard Wagner und evangelisch-lutherisch. Er besuchte das Gymnasium Friedericianum in Schwerin. Wagner nahm am Ersten Weltkrieg teil zuletzt im Rang eines Leutnants der Reserve. Nach eigenen Angaben war er „Weltkriegsflieger“. Er studierte Rechtswissenschaften in Heidelberg, Rostock und Göttingen. Die erste juristische Staatsprüfung legte er 1920 mit „Auszeichnung“ und die zweite 1923 mit „gut“ ab. Er wurde in Staatswissenschaften promoviert. Im Dezember 1923 wurde er zum Gerichtsassessor ernannt. Bis 1925 war er wechselweise beim Grundbuchamt für die ritterschaftlichen Güter und bei der Staatsanwaltschaft in Schwerin beschäftigt. Mitte Oktober 1925 wurde Wagner Hilfsrichter bei der Zivilkammer beim Landgericht Schwerin. Mitte Dezember kam er wieder als Staatsanwalt zur Staatsanwaltschaft in Schwerin. 1927 beförderte man ihn zum Amtsgerichtsrat unter Bezeichnung und Weiterverwendung als Staatsanwalt. 1929 bis 1931 war er Mitglied der Prüfungsbehörde für Urkundsbeamte der Geschäftsstelle. Im Februar 1932 kam er als Hilfsarbeiter zur Reichsanwaltschaft. 1936 beförderte man ihn zum Landgerichtsdirektor in Rostock unter Belassung bei der Reichsanwaltschaft. Am 1. November 1936 wurde er zur Reichsanwaltschaft als Oberstaatsanwalt versetzt. Oberlandesgerichtsrat in Dresden wurde er am 1. August 1938 und 1½ Monate später Hilfsrichter beim Reichsgericht. Zum Reichsgerichtsrat ernannte man ihn am 1. April 1938. Dort war er im IV. Strafsenat tätig. 1939 wurde er im Rang eines Hauptmanns der Reserve in die Luftwaffe einberufen und 1942 zum Major befördert. Nach Friedrich Karl Kaul war er in den Besetzungslisten bis 1942 dem IV. Strafsenat zugeteilt. 1945 war er ohne Senat.
Friedrich Wagner fand seine letzte Ruhestätte auf dem Hamburger Friedhof Ohlsdorf.

## Mitgliedschaften
- 1924 Verein für Mecklenburgische Geschichte und Altertumskunde[2]
- 1933 oder 1932 Christlich-deutsche Bewegung[3]
- 1. Mai 1933 Eintritt in die NSDAP (Mitgliedsnummer 2.383.161)
- 1933 Deutscher Luftsportverband/Nationalsozialistisches Fliegerkorps
- November 1933 SA
- November 1934 Nationalsozialistische Volkswohlfahrt
- 1936 Reichskolonialbund
- 1938 Volksbund für das Deutschtum im Ausland
- Deutsches Rotes Kreuz

## Ehrungen
- 1939 Silbernes Treudienst-Ehrenzeichen
- 30. Juli 1940 Kriegsverdienstkreuz mit Schwertern II. Klasse
- 1. September 1944 Kriegsverdienstkreuz mit Schwertern I. Klasse